# Atomorpha mabillearia
Atomorpha mabillearia là một loài bướm đêm trong họ Geometridae.